# Shyheim
Shyheim Dionel Franklin, född 14 november 1979 i Brooklyn, New York, är en amerikansk rappare och skådespelare knuten till hiphopkollektivet Wu-Tang Clan. Han gjorde sin musikaliska debut som 14-åring med albumet "A.K.A. The Rugged Child". Shyheim medverkar som skådespelare i musikvideon till låten "Waterfalls" från 1994 med R&B-gruppen TLC. I ung ålder deltog han i en så kallad "Freestyle session" på Madison Square Garden tillsammans med bland annat Tupac Shakur och Notorious B.I.G.
Shyheim är kusin med Wu-Tang Clan medlemmen Ghostface Killah.

## Diskografi
- 1994 A.K.A. The Rugged Child
- 1996 The Lost Generation
- 1999 Manchild
- 2004 The Greatest Story Never Told
- 2008 Enter The Bottom
- 2009 Disrespectfully Speaking

## Filmografi
- 1996 Original Gangstas
- 1996 Preacher's Wife
- 1999 In Too Deep